# SIAI S.19
Die SIAI S.19 war ein Rennflugboot des italienischen Flugzeugherstellers SIAI-Marchetti.

## Geschichte
Das Vorgängermodell SIAI S.17 sollte nach Plänen von SIAI die Schneider-Trophy gewinnen, war jedoch nicht erfolgreich und stürzte in den Lago Maggiore. Mit der S.19 wurde eine neue, stabilere Maschine entwickelt, die auf der Konzeption der S.17 aufbaute.
Wie die Vorgängermodelle war die S.19 ein Doppeldeckerflugboot mit kanuförmigem Holzrumpf. Die Tragflächen waren, wie auch schon bei den Vorgängermaschinen SIAI S.8 bis SIAI S.17, mit Leinen bespannt und mit Holmen und Stahldrähten am Rumpf befestigt. Da der Motor der S.17 zu schwach war, wurde für die S.19 der größere Ansaldo 4E29 V12 mit 550 PS und Zweiblattluftschraube eingebaut. Statt der bisherigen Motorbefestigung mit Holzholmen wurden Stahlholme verwendet. Es gelang jedoch nicht, den Motor bis zur Schneider-Trophy 1920 sicher einzubauen, sodass die S.19 nicht an dem Rennen teilnehmen konnte.

## Technische Daten
| Kenngröße             | Daten                                 |
| --------------------- | ------------------------------------- |
| Besatzung             | 1                                     |
| Länge                 | 10 m                                  |
| Spannweite            | 11,72 m                               |
| Höhe                  | 2,9 m                                 |
| Flügelfläche          | unbekannt                             |
| Leermasse             | unbekannt                             |
| Startmasse            | 2360 kg                               |
| Antrieb               | ein Ansaldo 4E29 V12, 550 PS (405 kW) |
| Reisegeschwindigkeit  | ca. 170 km/h                          |
| Höchstgeschwindigkeit | 220 km/h                              |
| Reichweite            | ca. 600 km                            |
| Bewaffnung            | –                                     |